# 1435
Cette page concerne l'année 1435  du calendrier julien.
L'année 1435 est une année commune qui commence un samedi.

## Événements
- 13 janvier : bulle Dudum nostras. À la suite des actes de barbarie constatés sur l'île de Lanzarote, le pape Eugène IV condamne l'esclavage et excommunie de facto tout esclavagiste. Il interdit de réduire les habitants des îles Canaries en esclavage sous le prétexte de les évangéliser[1].
- 31 janvier : mort de Xuande. Début du règne de Zhengtong, empereur Ming de Chine[2].
- 16 septembre : début du règne de Abou Amr Uthman, émir hafside de Tunis (fin en 1488)[3].

### Europe
- 13 janvier : naissance du Parlement suédois[4]. Engelbrekt Engelbrektsson, notable de Dalécarlie, après avoir réuni une assemblée (Riksdag) à Arboga où étaient représentées toutes les catégories sociales, est nommé régent de Suède. Le nouveau gouvernement passe des accords avec le roi Éric de Poméranie, qui ne tient plus que quelques forteresses, dont Kalmar et Stockholm. Mais le roi viole vite la nouvelle Convention, et la révolte reprend[5].
- 2 février : mort de Jeanne II de Naples. Elle désigne René d'Anjou pour lui succéder. Alors prisonnier du duc de Bourgogne, il entre en compétition avec Alphonse V d'Aragon qui conquiert le royaume de Naples (1442)[6].
- 14 avril[7] : procès de Juifs à Majorque, accusés d’avoir crucifié un Sarrasin le jour du Vendredi saint pour se moquer de la Passion. Les principaux membres de la communauté sont mis à mort, les autres forcés d’accepter le baptême[8].
- 9 mai : bataille de Gerberoy.
- 14 juillet[9] : paix de Vordingborg (de). Prépondérance allemande en Schleswig-Holstein. Erik XIII doit renoncer à l’essentiel des propriétés de la couronne en Slesvig du Sud et ne conserve que Hæderslev et Ærø. Un État de Slesvig-Holstein, quasi indépendant, se forme au sud du Danemark.
- 5 août[10] : victoire de la flotte génoise à Ponza sur les Aragonais qui assiègent Gaète. Alphonse V d'Aragon est fait prisonnier par le duc de Milan.
- 5 août - 21 septembre : conférence et traité d'Arras. La Bourgogne se rallie à la France. Philippe le Bon abandonne l’alliance anglaise. Le roi le dispense d’hommage pour ses domaines français. Il agrandit son domaine en Picardie et dans les Pays-Bas. Le roi lui abandonne toutes les villes de la Somme, l’Auxerrois, le Mâconnais et le Ponthieu[11].
- 27 août : Pierre Piédru est nommé évêque de Saint-Malo. Il le restera jusqu'à sa mort en 1449[12].
- 28 octobre : prise par surprise de Dieppe par les Français du maréchal de Rieux. Aussitôt un vaste soulèvement éclate dans le pays de Caux. Quinze ou vingt mille paysans s'arment pour chasser les Anglais[13]. Dans la nuit du 3 au 4 novembre, Harfleur est reprise aux Anglais par les paysans conduits par Jean de Grouchy qui est tué. Mais après la retraite française, les paysans Cauchois sont massacrés devant Caudebec par les Anglais et une terrible répression s'abat sur le pays de Caux[14].

- 12 - 27 décembre[15] : les Génois se soulèvent contre le duc de Milan, tuent le gouverneur Oppizino di Alzate et son remplaçant Erasmo Trivulzio, chassent les Milanais et se rendent indépendants.

- L'ordre des Frères Minimes est créé par l’ascète calabrais saint François de Paule[16].